# Martin Schmidt (judoka)
Martin Schmidt (ur. 4 lipca 1969) – wschodnioniemiecki, a potem niemiecki judoka. Dwukrotny olimpijczyk. Zajął siódme miejsce w Atlancie 1996 i odpadł w eliminacjach w Sydney 2000. Walczył w wadze lekkiej.
Uczestnik mistrzostw świata w 1993, 1995 i 1999. Startował w Pucharze Świata w latach 1990–1993, 1995, 1996, 1998–2000. Zdobył złoty medal na mistrzostwach Europy w 1995 i brązowy w 1991 roku.

## Letnie Igrzyska Olimpijskie 1996
| Konkurencja | Rundy eliminacyjne       | Rundy eliminacyjne      | Rundy eliminacyjne     | Repasaże                  | Repasaże            | Klas. końcowa |
| Konkurencja | 1/32                     | 1/16                    | 1/4                    | Przeciwnik I              | Przeciwnik II       | Miejsce       |
| ----------- | ------------------------ | ----------------------- | ---------------------- | ------------------------- | ------------------- | ------------- |
| 71 kg       | Krzysztof Wojdan (POL) Z | Bertalan Hajtós (HUN) Z | Kenzō Nakamura (JPN) P | Thomas Schleicher (AUT) Z | Jimmy Pedro (USA) P | 7.            |

## Letnie Igrzyska Olimpijskie 2000
| Konkurencja | Rundy eliminacyjne    | Klas. końcowa |
| Konkurencja | 1/32                  | Miejsce       |
| ----------- | --------------------- | ------------- |
| 73 kg       | Hassen Moussa (TUN) P | I runda.      |